# Marie-George Buffet
Marie-George Buffet, nata Kosellek (Sceaux, 7 maggio 1949), è una politica francese.

## Biografia
Esponente del Partito Comunista Francese (PCF), è stata ministro francese della Gioventù e dello Sport dal 1997 al 2002 nel governo presieduto da Lionel Jospin.
È stata eletta segretaria nazionale del PCF dopo il 31º congresso nell'ottobre 2001 e rieletta al 33º congresso il 26 marzo 2006, ha poi lasciato le sue funzioni il 4 gennaio 2007, per partecipare elle elezioni presidenziali del 2007, dove si è candidata in rappresentanza della "sinistra popolare e antiliberale". Ha ottenuto al primo turno 707.268 voti (1,93%), venendo esclusa dal successivo ballottaggio. In seguito è rimasta in carica come segretaria nazionale del partito fino al 20 giugno 2010.
Attiva nel Forum sociale mondiale, vi ha trovato una stretta condivisione di vedute politiche ed ideali con la scrittrice e politica africana Aminata Dramane Traoré.
Viene eletta deputata alle Elezioni legislative del 2012 e poi confermata a quelle del 2017.